# Þorsteinn Pálsson
Þorsteinn Pálsson (29 de octubre de 1947), político de Islandia. Fue primer ministro de su país entre el 8 de julio de 1987 y el 28 de septiembre de 1988.
Miembro del Partido de la Independencia, en 1983 fue elegido como jefe de su partido. Desde ese mismo año fue miembro del Althing (Parlamento) en representación de Islandia del Sur. En 1985 fue ministro de Finanzas, y dos años después fue designado primer ministro. En 1991 dejó la dirección de su partido tras perder una elección interna parcial con el entonces vicejefe del partido y alcalde de Reikiavik, Davíð Oddsson . Ese año, cuando Oddsson formó su primer gobierno, designó a Þorsteinn como ministro de Pesca y de Justicia y Religión. Permaneció en este puesto hasta 1999, cuando también abandonó su escaño en el Parlamento. Se desempeñó como embajador, primero en Londres y después en Copenhague. Actualmente es el editor de Fréttablaðið.
- Datos: Q335707
- Multimedia: Þorsteinn Pálsson / Q335707